# Chlorophyceae
Die Chlorophyceae sind ein zur Gruppe der Chlorophyta, einer der beiden großen Gruppen von Grünalgen, gehörendes Taxon, zu denen viele bekannte mikroskopisch kleine Algen gehören.

## Merkmale
In dieser Klasse sind begeißelte oder unbegeißelte Einzeller, Kolonien, sowie fädige (trichal und siphonal) Formen vertreten. Die Zellwand der begeißelten Formen ist aus Glykoproteinen aufgebaut, die der unbegeißelten aus Polysacchariden, darunter auch Zellulose.
Begeißelte Formen oder Stadien, die Schwärmerzellen, besitzen eine bis hunderte Geißeln. Diese besitzen kein Mastigonema. Beim Vorhandensein von zwei oder vier Geißeln sind die Basalkörper mit vier Mikrotubuli-Wurzeln kreuzförmig angeordnet. Ein Rhizoplast verbindet die Basalkörper und reicht bis zum Zellkern. Bei koloniebildenden Arten weisen die Basalkörper zur Außenseite der Kolonie.
Die Chlorophyceae haben eine geschlossene Mitose. Bei der Zellteilung erfolgt die Bildung der Zellwand durch einen Phycoplasten, manchmal kommt es zur Bildung von Plasmodesmen. 
Die Vertreter haben einen haplobiontischen Lebenszyklus, das heißt nur die Zygote ist diploid und keimt unter Meiose, sodass die Zellen haploid sind. Bei der geschlechtlichen Vermehrung gibt es Isogamie, Anisogamie und Oogamie. Ungeschlechtliche Vermehrung erfolgt über Aplanosporen, Akineten oder über Autosporen. 
Die Ernährung erfolgt über Photosynthese (autotroph), seltener osmotroph.

## Vorkommen und Bedeutung
Der Großteil der Arten lebt im Süßwasser. Meeresalgen oder Luftalgen sind selten. Dunaliella salina ist extrem halophil, lebt im Wasser von Salinen und wird in der Aquakultur verwendet.

## Systematik
Das Taxon ist monophyletisch. Die innere Systematik ist noch nicht vollständig geklärt, einige traditionelle Ordnungen, die vor allem aufgrund der Organisationsstufe gebildet wurden, dürften nicht monophyletisch sein. Lewis und McCourt stellen folgendes System auf:

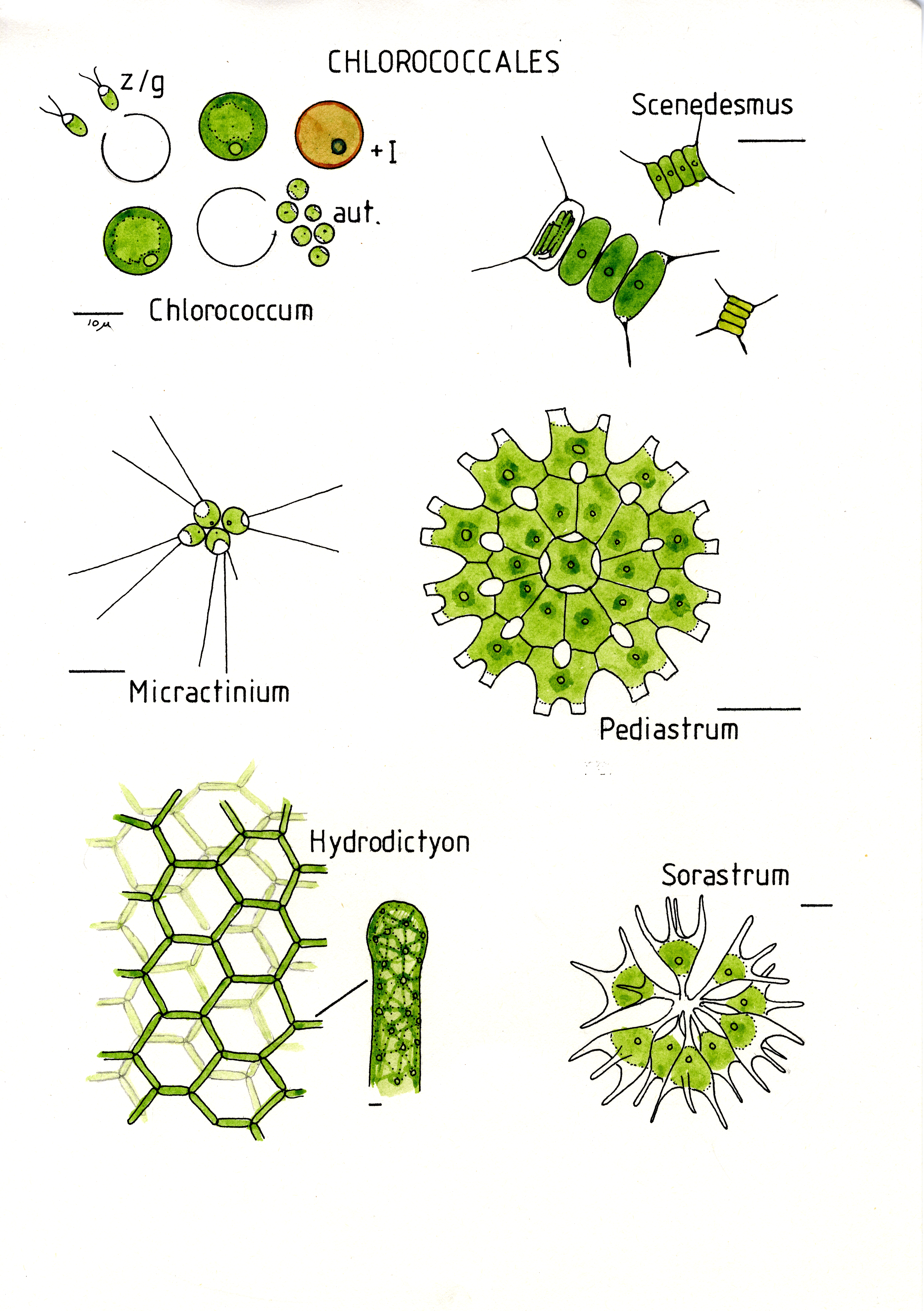
Illustration einiger Chlorococcales

- CW-Klade: sie beinhaltet den Großteil der früheren Chlamydomonadales, dazu viele Vertreter der früheren Volvocales, Dunaliellales, Chlorococcales, Tetrasporales, Chlorosarcinales und Chaetophorales.

Vertreter sind beispielsweise Volvox und Chlamydomonas.
- DO-Klade: sie beinhaltet vor allem die früheren Sphaeropleales
- Oedogoniales mit drei Gattungen und rund 600 Arten
  - Oedogonium
  - Oedocladium
  - Bulbochaete
- Chaetopeltidales mit vier Gattungen
- Chaetophorales
- incertae sedis: Cylindrocapsa, Trochiscia, Treubaria.

Vertreter sind beispielsweise Binuclearia, Blasenalge (Ventricaria ventricosa), Geminella und Uronema.